# Currie Cup First Division 2016
La Currie Cup First Division de 2016 fue la decimoséptima edición de la segunda división del rugby provincial de Sudáfrica.
El campeón fue el equipo de Griffons quienes obtuvieron su tercer campeonato.

## Sistema de disputa
El torneo se disputó en formato liga donde cada equipo se enfrentó a los equipos restantes, luego los mejores cuatro clasificados disputaron semifinales y final.
El mejor clasificado obtiene el derecho de disputar el repechaje frente al último clasificado de la Premier Division.

## Clasificación
| Pos. | Equipo          | Encuentros | Encuentros | Encuentros | Encuentros | Tantos | Tantos | Tantos | PB | PB | Puntos |
| Pos. | Equipo          | PJ         | PG         | PE         | PP         | F      | C      | Dif    | BO | BD | Puntos |
| ---- | --------------- | ---------- | ---------- | ---------- | ---------- | ------ | ------ | ------ | -- | -- | ------ |
| 1.º  | Leopards        | 5          | 5          | 0          | 0          | 214    | 149    | +65    | 5  | 0  | 25     |
| 2.º  | Border Bulldogs | 5          | 4          | 0          | 1          | 211    | 110    | +101   | 5  | 1  | 22     |
| 3.º  | Griffons        | 5          | 3          | 0          | 2          | 224    | 163    | +61    | 3  | 0  | 15     |
| 4.º  | Falcons         | 5          | 2          | 0          | 3          | 159    | 198    | -39    | 4  | 0  | 12     |
| 5.º  | SWD Eagles      | 5          | 1          | 0          | 4          | 168    | 170    | -2     | 3  | 3  | 10     |
| 6.º  | Welwitschias    | 5          | 0          | 0          | 5          | 117    | 303    | −186   | 0  | 2  | 2      |

|  | Semifinalistas. |

### Semifinales
| 30 de septiembre | Leopards | 40 - 30 | Falcons | Olën Park, Potchefstroom |  |

| 30 de septiembre | Border Bulldogs | 16 - 25 | Griffons | Buffalo City Stadium, East London |  |

### Final
| 7 de octubre | Leopards | 25 - 44 | Griffons | Olën Park, Potchefstroom |  |

| Bandera de Sudáfrica |
| Campeón Griffons     |
| Tercer título        |